# Lokala skandaler
Lokala skandaler är en tv-serie från 2025, producerad av TV4:s grävredaktion Kalla fakta. Serien utgår från anmärkningsvärda nyhetsavslöjanden som skakat svenska orter. I avsnitten åker programledarna runt och träffar journalisterna bakom avslöjandena, berörda personer och makthavare och tar reda på vad som hände. Programledarna gräver också själva vidare i historien i jakt på fler uppgifter och svar.
Programmet är en fristående miniserie med ett lättsammare formspråk och tilltal än Kalla faktas traditionella granskningar.
I avsnitt 2 genomförs en dykning där döda pigghajar hittas i Lysekils hamn, en nyhet som fick spridning i ett stort antal medier i Sverige.

## Avsnitt
1. Vikingahärvan i Hässleholm
2. Hajarna i Lysekil
3. Veganbluffen i Borås
4. Badhuset i Kiruna
5. Sjukhuset i Sollefteå
6. Betongmuren i Genarp